# Marco Marin

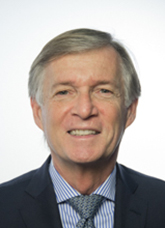
Marco Marin

Marco Marin (* 4. Juli 1963 in Padua) ist ein italienischer Säbelfechter, Olympiasieger und Weltmeister.

## Erfolge
Marco Marin gewann mit der italienischen Säbel-Mannschaft bei den Weltmeisterschaften 1982 in Rom Silber hinter Ungarn,
bei den 1983 in Wien Bronze.
Bei den Olympischen Spielen 1984 in Los Angeles erfocht er Gold mit der Mannschaft und erhielt Silber im Einzel, er unterlag nur dem Franzosen Jean-François Lamour.
1988 bei den Olympischen Spielen in Seoul erhielt Marin Bronze mit der Mannschaft, im Einzel erreichte er den vierzehnten Platz.
Bei den Olympischen Spielen 1992 in Barcelona gewann er Silber im Einzel, diesmal geschlagen vom Ungarn Bence Szabó. Mit der Mannschaft wurde es der achte Platz.
Bei den Weltmeisterschaften in Essen gewann er mit der Mannschaft Silber, wieder nur durch das ungarische Team geschlagen,
1995 in Den Haag wurde er Mannschaftsweltmeister.